# Adam et Ève (série télévisée)
Pour les articles homonymes, voir Adam et Ève.
Adam et Ève est une série télévisée québécoise en 13 épisodes de 23 minutes créée par Claude Meunier et diffusée entre le 12 septembre et le 5 décembre 2012 à la Télévision de Radio-Canada.

## Distribution
- Pierre-François Legendre : Adam
- Sophie Cadieux : Ève
- Patrice Bélanger : Carl
- Marilyn Castonguay : Lily
- Simon Labelle-Ouimet : Olivier
- Anne-Élisabeth Bossé : Valérie
- Éric Bruneau : Mario
- Marc Messier : William
- Marie-Soleil Dion : Sophie

## Fiche technique
- Auteur et réalisateur : Claude Meunier
- Conseiller à la scénarisation : Denys Arcand
- Chef scénariste : Josée Fortier
- Conseiller à la réalisation : Frédéric Desjardins
- Distribution des rôles : Gros Plan
- Directeur photo : Jean-Pierre Trudel
- Directeur artistique : Raymond Dupuis
- Créatrice des costumes : Francesca Chamberland
- Chef maquilleuse : Nicole Lapierre
- Chef coiffeur : André Duval
- Preneur de son : Simon Poudrette
- Monteur image : Jean-François Bergeron
- Musique originale : Michel Corriveau
- Chanson thème paroles et musique : Daniel Bélanger
- Directeur de production : Dominic St-Jean
- Directeur de postproduction : André Dery
- Productrice associée : Marie-Claude Goodwin
- Producteur au contenu : Claude Meunier
- Productrice déléguée : Sylvie Roy
- Producteur : Luc Wiseman
- Société de production : Avanti Ciné Vidéo

## Épisodes
1. La passion
2. La descendance
3. Crises
4. Le nid
5. La jalousie
6. Le mensonge
7. Conviction
8. Le lit
9. L'aventure
10. Illusions
11. Époque de rêve
12. Le dernier train
13. Fantasmes

## Commentaires
Le 6 décembre 2012, Radio-Canada a annulé la série.